# 关塔那摩湾

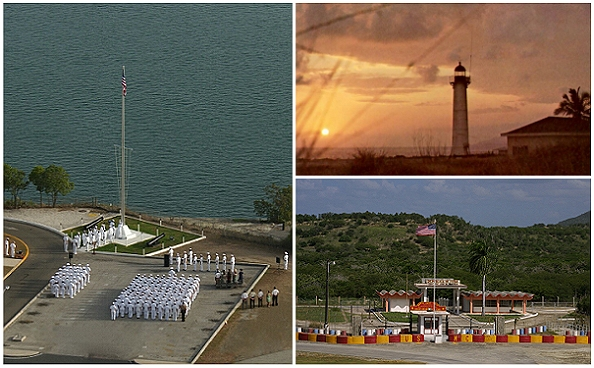
关塔那摩湾

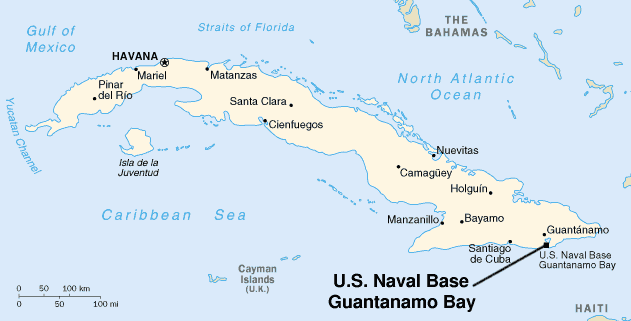
显示关塔纳摩湾位置的古巴地图

关塔那摩湾（西班牙語：Bahía de Guantánamo）位于古巴东南端关塔那摩省。北緯19.54度，西經75.9度。灣中設有一座屬於美国海军的關塔那摩灣海軍基地，佔地116平方公里，後來該基地被美軍用於拘留和审讯在阿富汗與伊拉克等地區的戰事中捕獲的恐怖活动嫌疑人、战俘，由於是租借的古巴領土，法理上受刑人的權利不受聯邦法律保護與監管，使美國政府能涉及為所欲為向受刑人迫供，因而受到媒體與民間人權團體的關注。

## 歷史

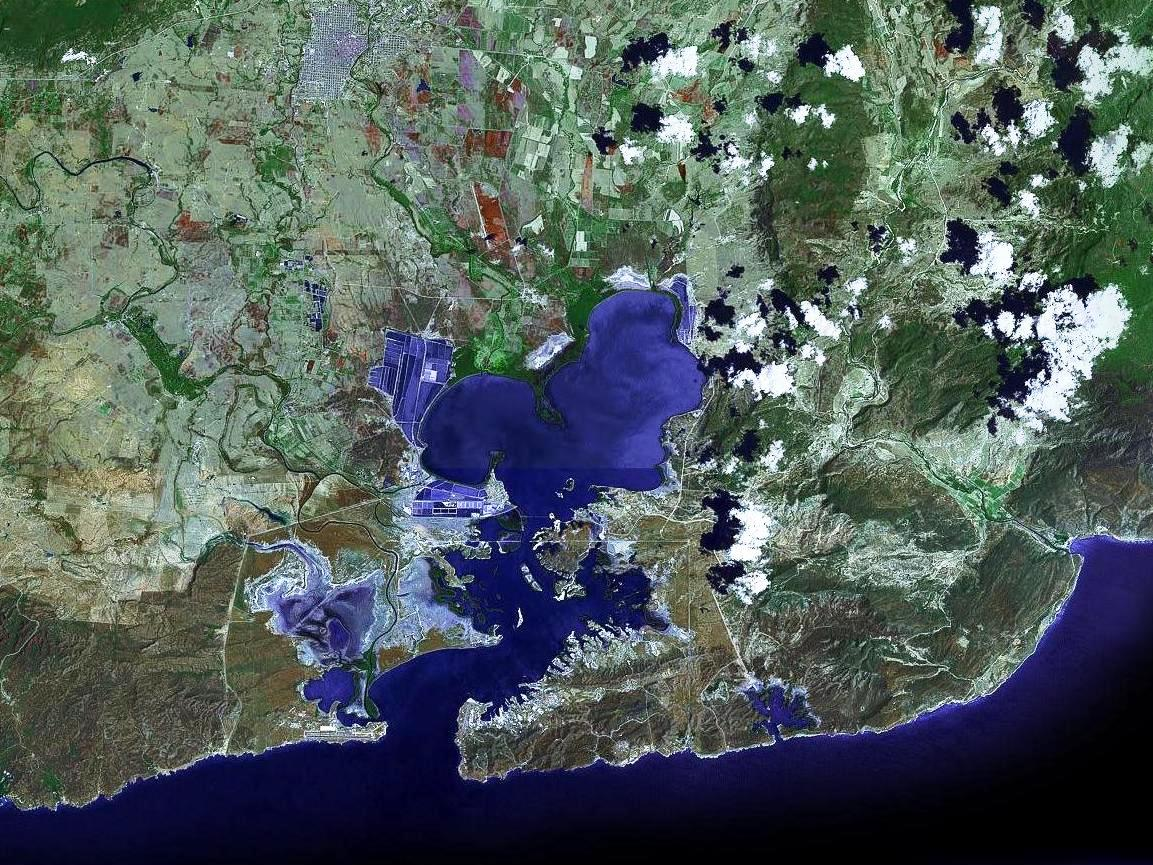
關塔那摩灣人造衛星空照圖

1898年，美西戰爭接近尾聲時，美國從西班牙帝國手中奪走全部古巴，將其納為保護國，並在關塔那摩灣建立了美國海軍關塔那摩基地（U.S. Naval Station Guantanamo Bay）。1901年2月，美國總統威廉·麥金萊簽署《普拉特修正案》，法案规定美国有权对古巴实行军事干涉，并要求古巴讓岀部分领土给美国建立军事基地和开采煤矿等。《普拉特修正案》作為附錄寫入了古巴憲法。根据这一法案，美国在1903年從第一任古巴總統托馬斯·埃斯特拉達·帕爾馬手中獲得一份租借關塔那摩灣部分土地的永久性租契，起始日期為1903年2月23日，這成為了今日租約的依據。
然而好景不長，1905年，帕爾馬再次當選總統後，反對人士質疑選舉程序合法性，進而發動起義。為支持當時政府，1906年美國再次岀兵佔領古巴，直到1909年才結束。古巴人認為《普拉特修正案》允許美國入侵其領土，因此1934年巴蒂斯塔上台後此法案便告廢棄。同年兩國簽署一項新的條約，保留了美軍對關塔那摩灣的租契，並允許古巴和其貿易伙伴免費使用此灣。租金原來為一年2000美元，以金幣形式支付；1934年改成相當於1934年4085美元的等值通貨。除此之外還加入一項條件，規定只有当美國和古巴政府均同意後才能廢止這項租契，或美國放棄基地財產，當初並沒有想到古巴革命變成社會主義國家，導致後來極為特殊的現象，美軍可「合理」的聲稱自己有權駐紮在社會主義國家古巴。而為了保護領地，關塔那摩灣海軍基地目前駐紥1000名美軍，是美國唯一設在敵對社会主義國家領土上的軍事基地，也是實際上軍事佔領有關土地。

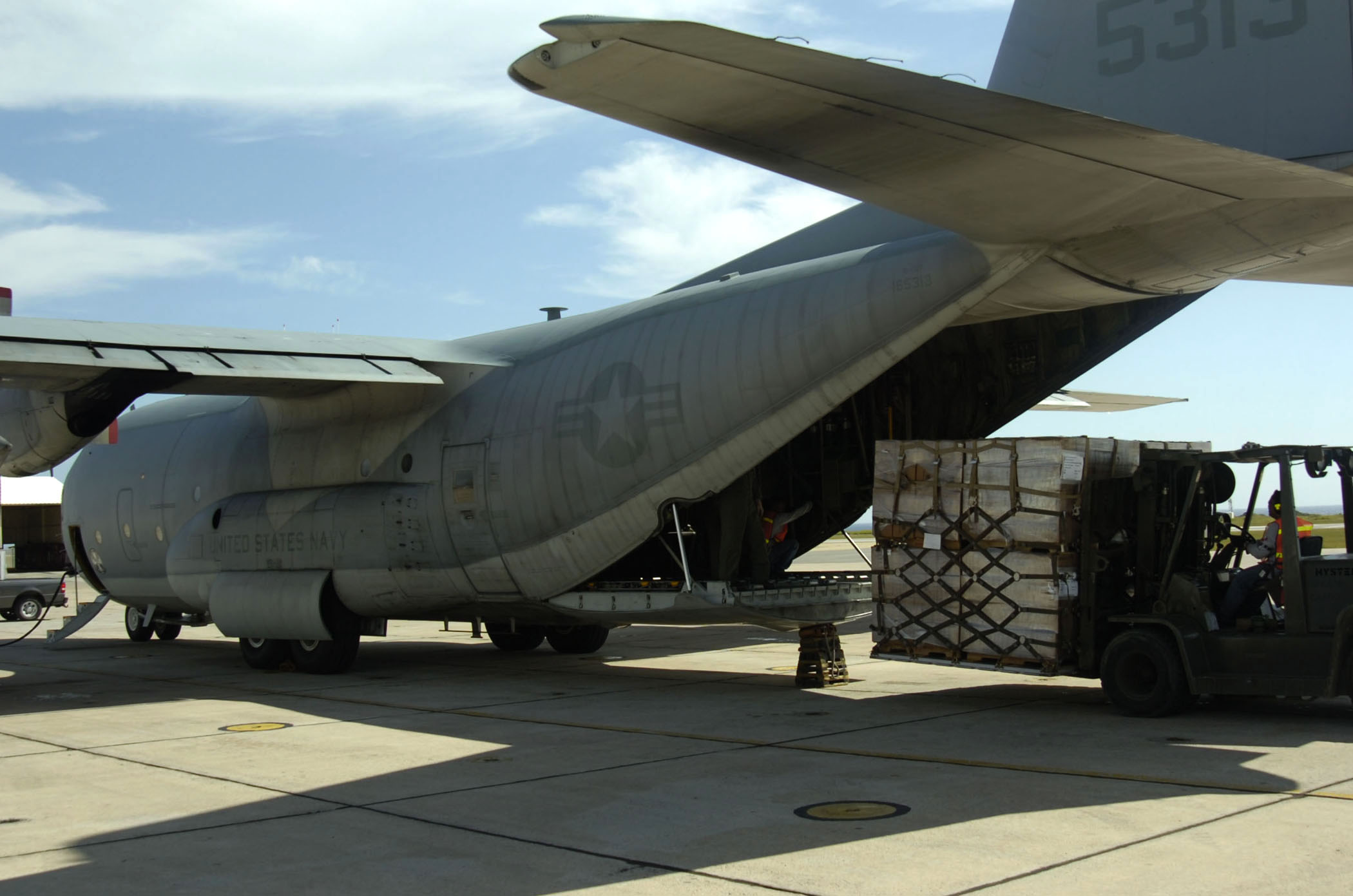
关塔那摩湾機場
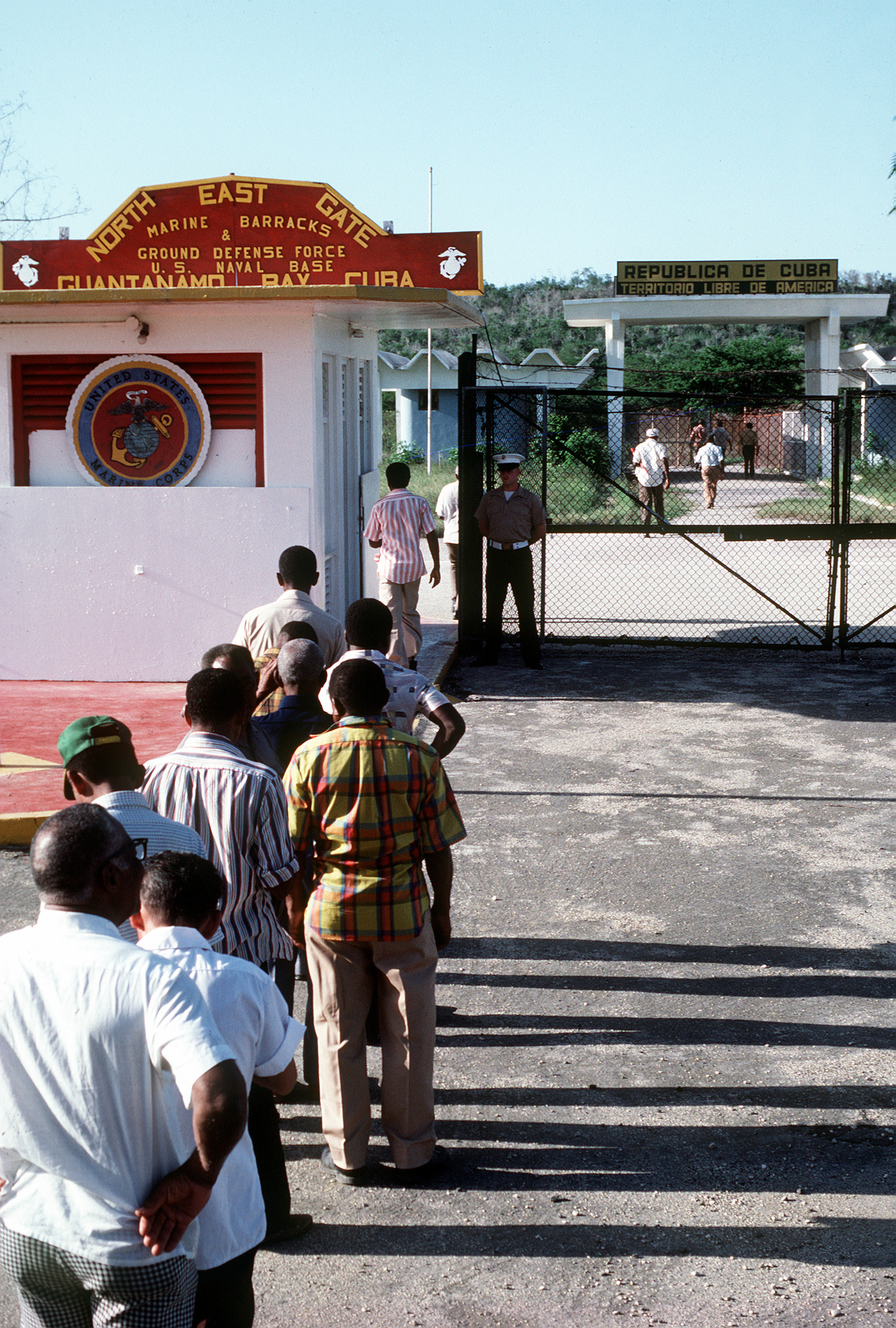
在基地工作的古巴人穿過東北門返家
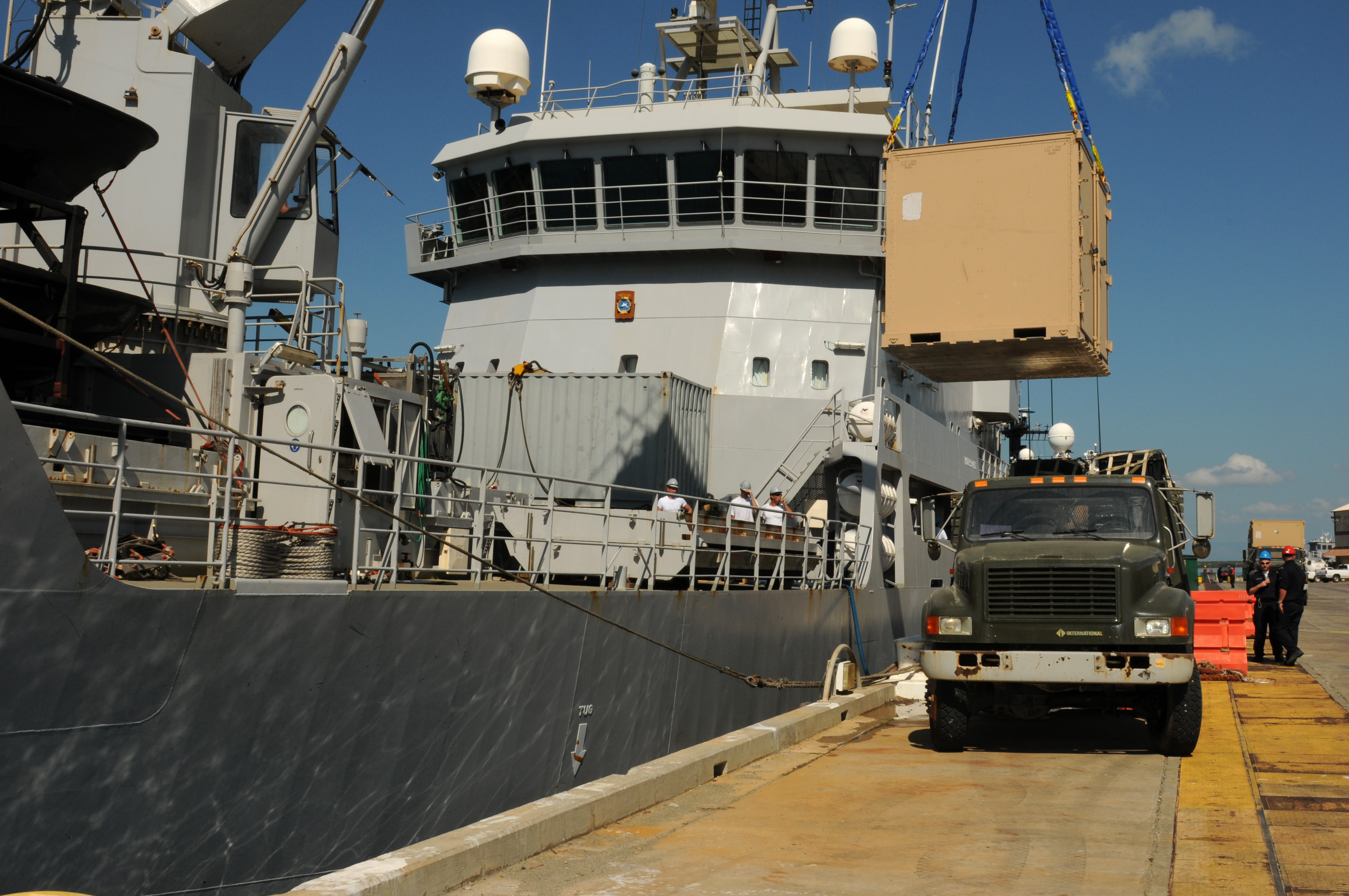
碼頭區
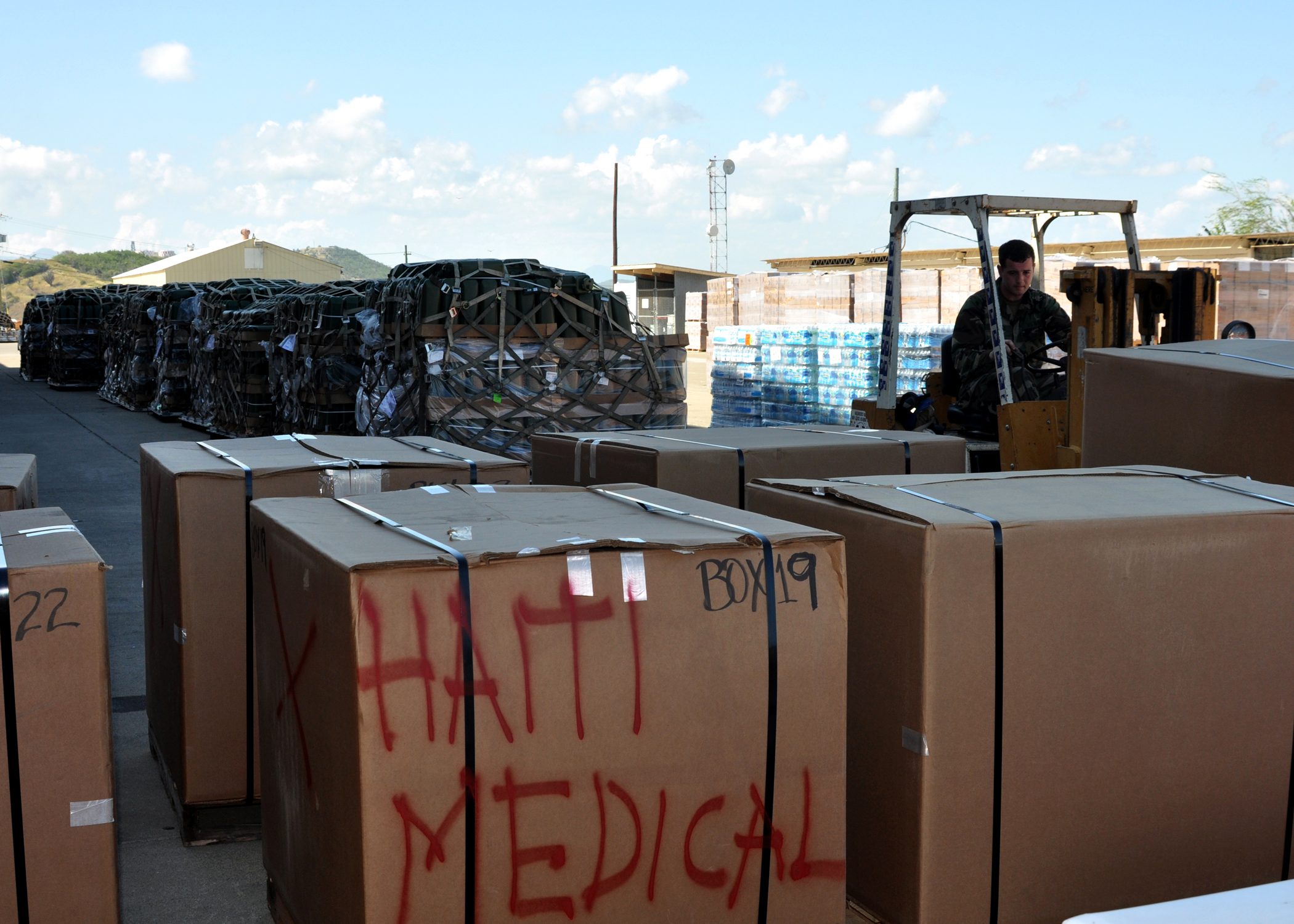
倉儲區，其中存儲著準備運送至海地的急救藥品
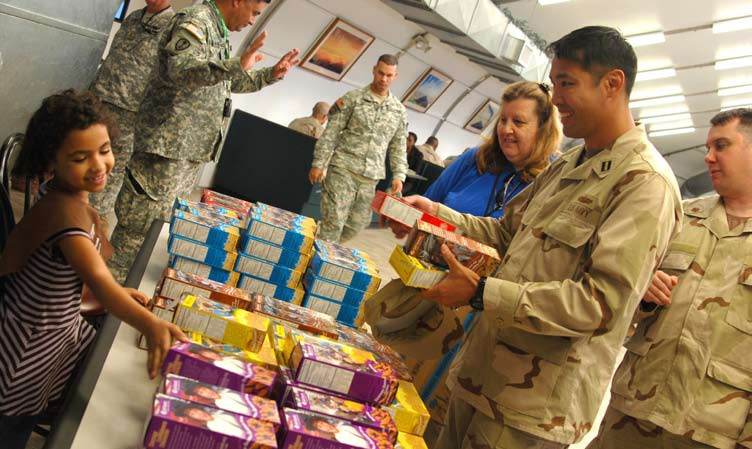
基地的美軍超市
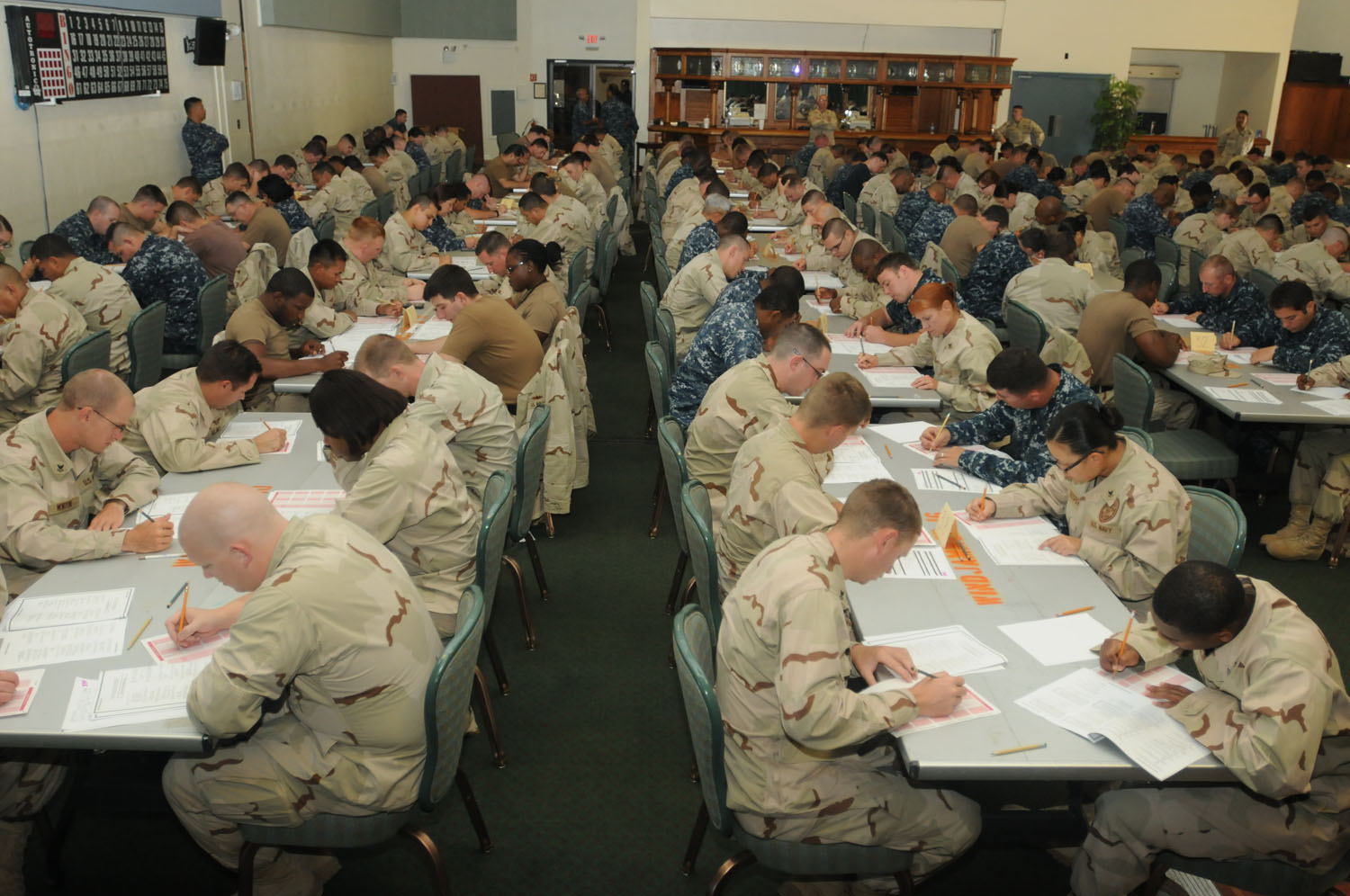
大餐廳
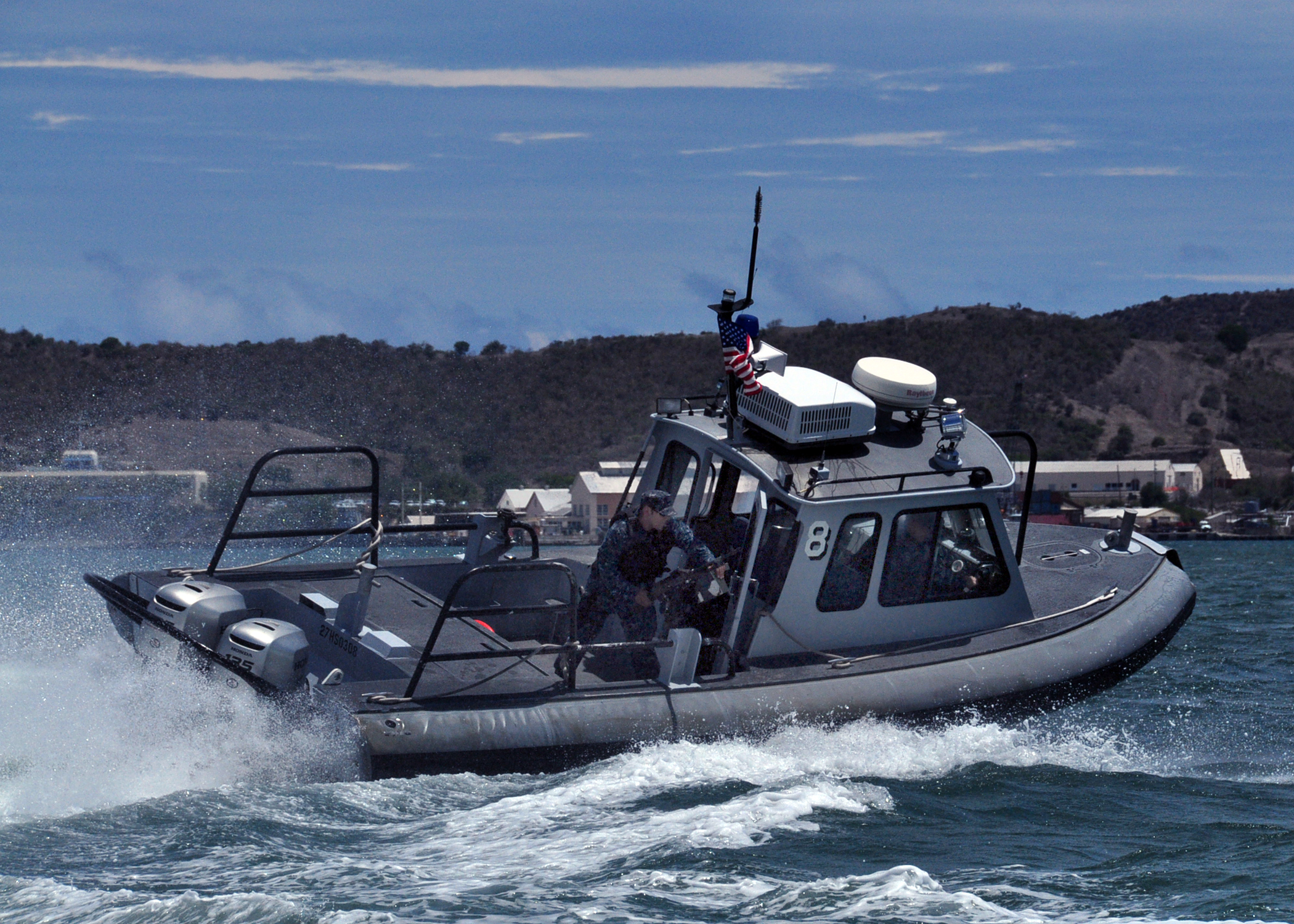
灣區巡邏隊
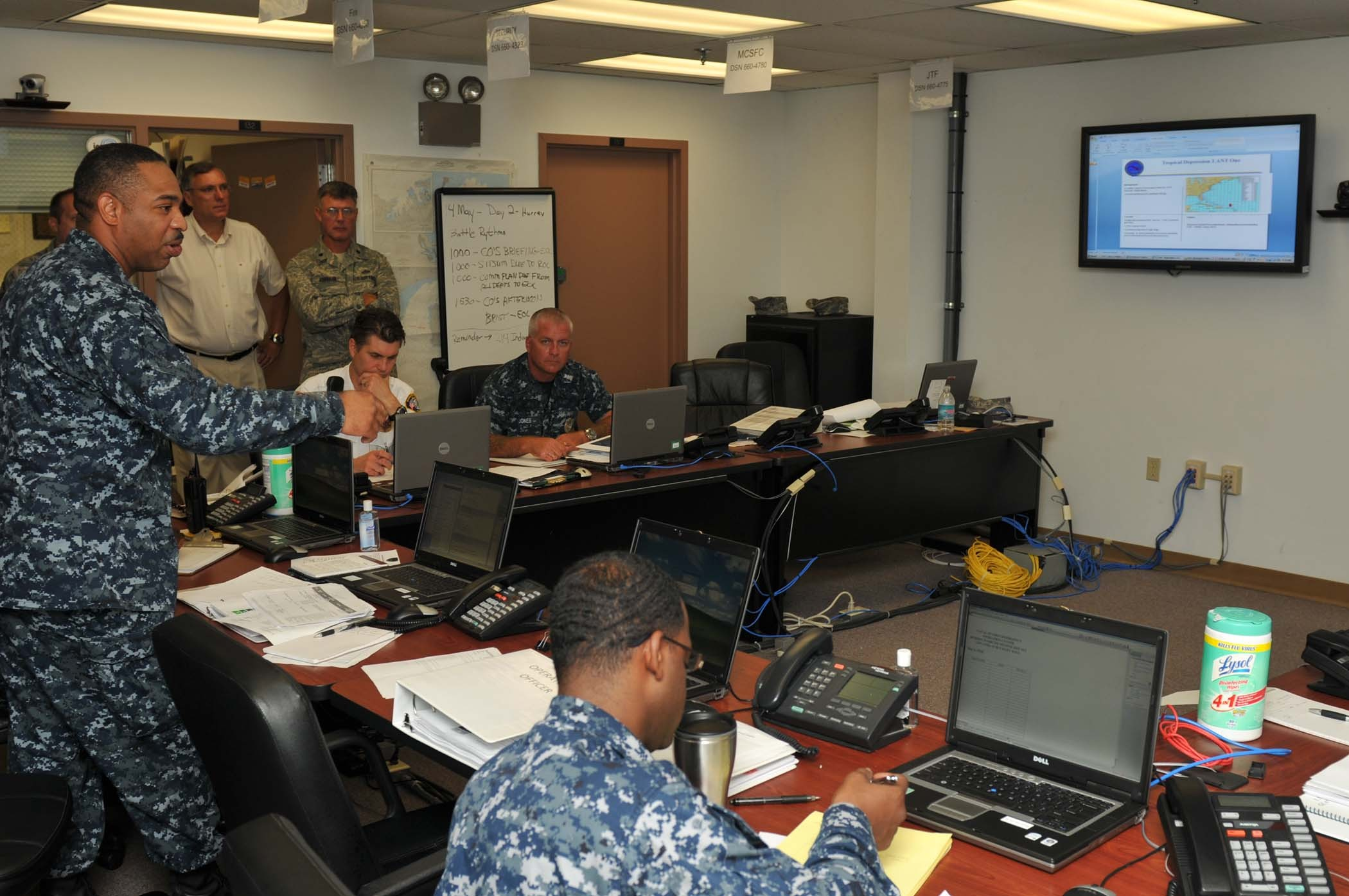
緊急指揮中心
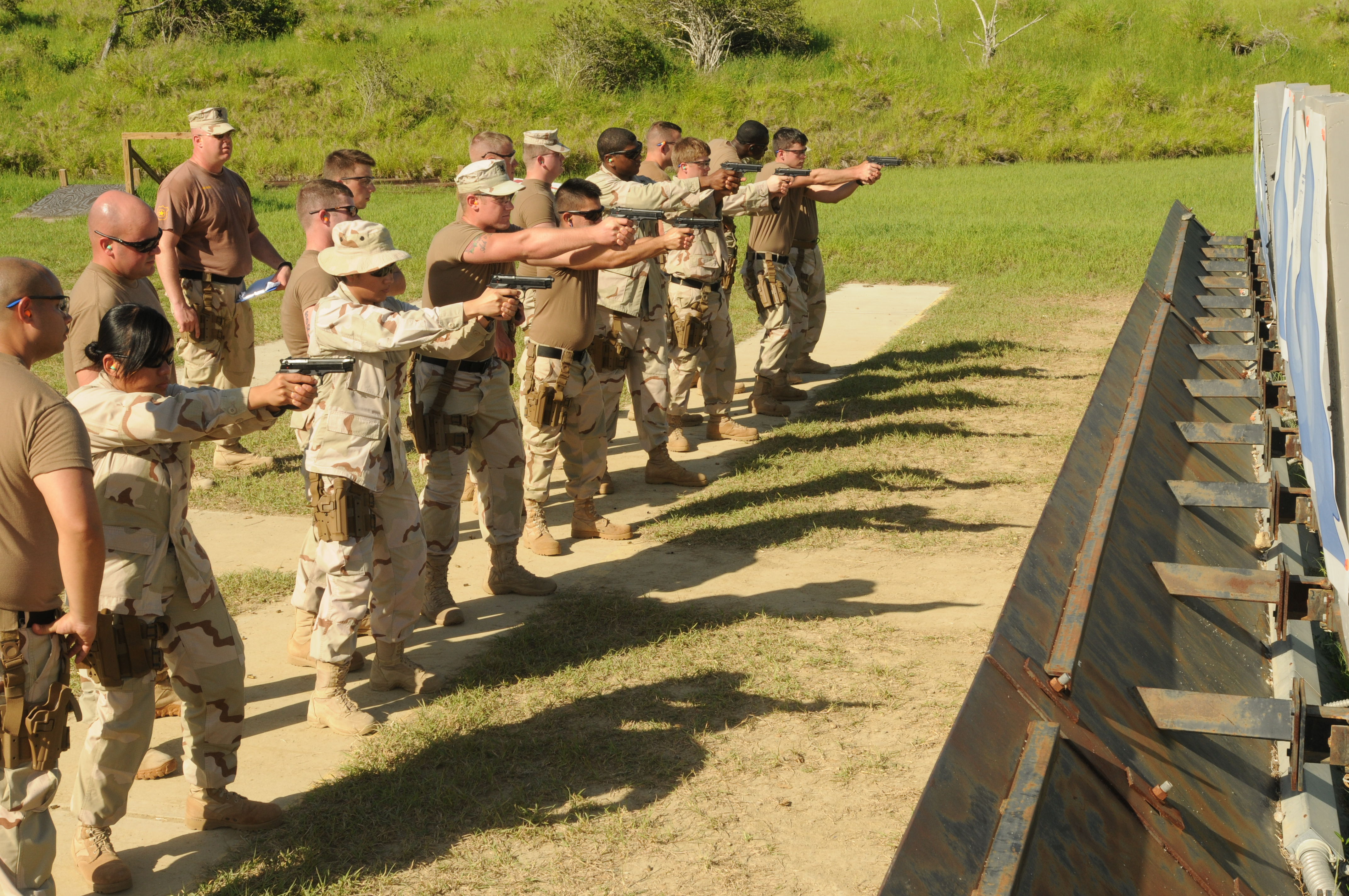
靶場

古巴人對美國佔領自己的領土一直極為不滿。1969年的《維也納條約法公約》第52條規定，如果一款條約是在一方威脅或強行施加的情況下簽署的（在這裏就是指1903年美國將普拉特修正案寫入古巴憲法），則此條約無效。古巴政府以此公約為據，強烈譴責這款條約和關塔那摩美軍基地的存在。卡斯特羅上臺後只兑现一次租金支票就堅決拒絕从美国政府那里兑现租金支票，原因在於他認為這個基地是非法的。不過古巴礙於美國的威脅能量，只能屈從於政治現實，保持這種緊張平衡。儘管直到2015年美國和古巴之間沒有外交關係，美國同意將古巴的通緝犯遣返，古巴也同意將在關塔那摩灣犯罪的嫌犯押送至美國。
1964年古巴政府切斷了通向基地的水源供給，迫使美國首先從牙買加運水，後來又建立了海水淡化設備。時至今日，此基地能夠在水電方面自給自足。美國在冷戰期間岀於擔心古巴襲擊基地，在周圍佈滿地雷，地雷帶長達幾十公里，是世界上最恐怖的雷區之一。
20世紀後期，基地的主要作用是收留在公海上攔截的古巴和海地難民，不過從2002年起，基地的一小部分設為關塔那摩灣拘留營，被用來關押在阿富汗和其他地區捕獲的基地組織和塔利班嫌犯。2006年3月3日，美国五角大楼公布了被关押在关塔那摩监狱的数百名恐怖活動嫌疑犯的姓名和国籍等身份信息，是美军方首次公布该监狱囚犯身份。
2009年1月21日，美国总统巴拉克·奥巴马剛上任后曾計劃于一年内关闭关塔那摩湾拘留营，但被國會反對，且現實因素不可行的情況下（多數美國人反對囚禁中的恐怖分子轉至美國本土），因此至今該拘留營仍繼續運作。

## 流行文化
- 1992年電影（A Few Good Men）描繪了發生在關塔那摩灣一起事件的法庭審訊。
- 1995年的系列電影《黃金眼》（GoldenEye）部分情節涉及了此地，但電影實際上是在波多黎各拍攝。
- 福克斯廣播公司的電視劇《24》中也有涉及。
- 2003年電影《絕地戰警2》（Bad Boys 2）中，主角一行人在片尾時為了逃避敵人的追擊，嘗試逃至關塔那摩灣以尋求駐紮的美軍部隊之保護。
- 2007年电影《健保真要命》（Sicko）纪录片
- 2008年電影《猪头逛大街2》（Harold & Kumar Escape From Guantanamo Bay）喜剧片关于一个亞裔人与一个印度人被当作恐怖分子关押在關塔那摩基地，并从那里逃脱。
- 2013年游戏《縱橫諜海：黑名單》(Tom Clancy's Splinter Cell: Blacklist) 主角山姆·費雪为调查黑名單襲擊的真相使用伪造文件将自己送入关塔纳摩监狱。
- 2014年电影《Camp X-Ray》
- 2014年電視遊戲《潛龍諜影V 原爆點》(Metal Gear V Ground Zero) 故事背景為冷戰時代，遊戲主角為營救成為戰俘的同伴，潛入一所於位於古巴的美軍監獄，該監獄明顯影射關塔那摩灣監獄。[7]
- 2016年，無綫電視節目《在那遙遠的地方 - 古巴》中主持洪永城曾經探訪關塔那摩灣監獄。